# Modesta Valenti
Modesta Valenti (* 1913; † 31. Januar 1983 in Rom) war eine Obdachlose, die aufgrund unterlassener Hilfeleistung starb und im Jahre 2002 durch die Benennung einer ungewöhnlichen Straße mit ihren Namen Bekanntheit erlangte.
Die Stadtstreicherin Modesta Valenti lebte vor ihrem Tode im Bereich des Bahnhofs Roma Termini in Rom. Im Laufe des 31. Januar 1983 verschlechterte sich der Gesundheitszustand der 70-Jährigen rapide und von Passanten wurde ein Rettungsdienst herbeigerufen. Dieser unterließ aber die Hilfeleistung an der Obdachlosen, weil sie zu schmutzig war und offensichtlich der Ernst der Lage nicht erkannt wurde. Vier Stunden nach Eintreffen des Rettungsdienstes starb Modesta Valenti.

## Via Modesta Valenti
Bei der Via Modesta Valenti handelt es sich um eine virtuelle Straße in Rom. Sie ist keine echte Straße und dient als „virtueller Wohnort“ für derzeit etwa 1.000 Obdachlose.
In Italien braucht man zur Beantragung von Sozialleistungen einen festen Wohnsitz. Am 27. Februar 2002 wurde durch die Stadt Rom und die italienische Eisenbahn Trenitalia die virtuelle Straße eingeführt, um so Obdachlosen einen festen Wohnsitz auf dem Papier bieten zu können, der sie berechtigt, alle Leistungen eines Bürgers mit echtem festem Wohnsitz zu beantragen.